# Girlanda

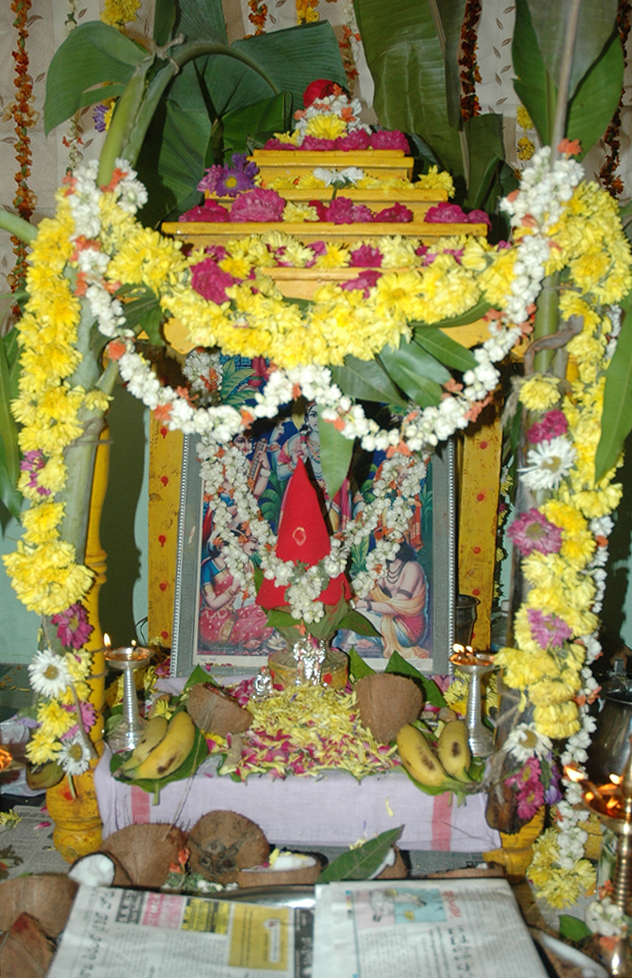
Wizerunek bóstwa ozdobiony girlandami

Girlanda – dekoracyjny, roślinny ornament w formie podwieszonej wiązanki kwiatów, liści i owoców.
Girlanda zaczepiona jest w dwóch punktach po bokach.